# Дорога спецій

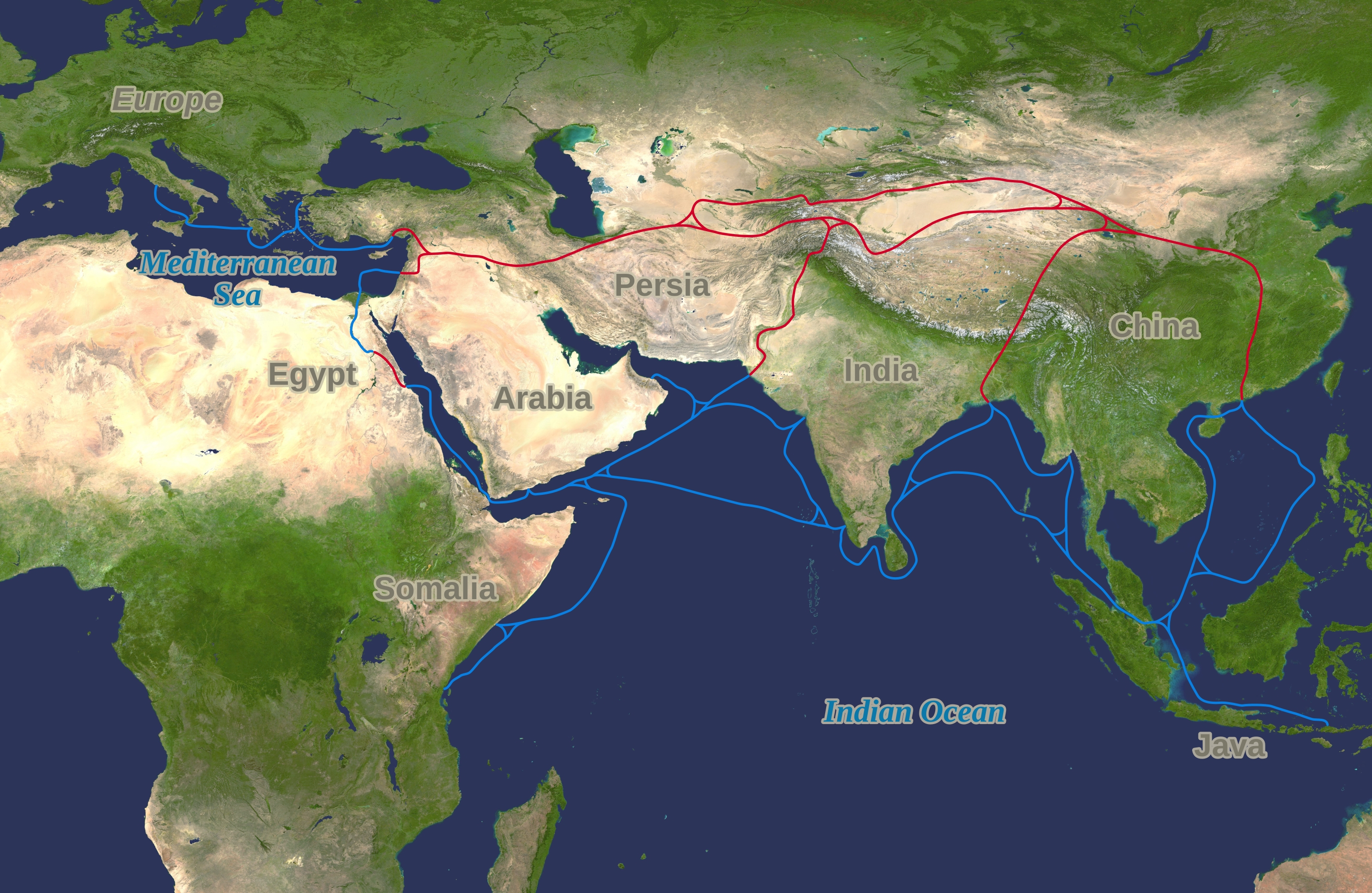
Економічно важливий Шовковий шлях (червоний) і торговий шлях «дорога спецій» (синій), який був заблокований Османською імперією бл. 1453 з падінням Візантійської імперії, що зумовило стимул до мотивованих розвідок і започаткування Доби великих географічних відкриттів

Римська торгівля з Індією

Торгівля спеціями в XV столітті (зелена лінія) і маршрути плавань: Васко да Гама (чорна), Перу да Ковіляна (помаранчева) і Афонсу де Пайва (синя)

Дорога спецій — сухопутна частина одного з найдавніших торгових маршрутів на землі, що зв'язував Індію, Острови прянощів і узбережжя Суахілі в Східній Африці з країнами Середземномор'я.

## Географія
Маршрут починався від портів Аравійського та Червоного морів, де товари перевантажували на каравани, які йшли через Петру до узбережжя Середземного моря. Для полегшення торгівлі, царицею Хатшепсут, фараонами Сенусертом III та Нехо I, а також перським царем Дарієм I робилися спроби прорити Суецький канал.

## Історія
За часів царя Соломона сухопутна частина дороги спецій виходила до узбережжя Ейлатської затоки в районі міста Еціон-Гевер. Цим шляхом доставлялися не тільки спеції з Островів прянощів (кориця, гвоздика, імбир, перець) і Індії, але і цінні породи дерева та слонову кістку зі Східної Африки, шовк з Китаю, золото, срібло, дорогоцінні камені.

«Тоді пішов Соломон до Ецйон-Гавер і в Елоту на березі моря, в едомському краї. І прислав йому Хірам через своїх рабів кораблі та рабів, що знали море, і рушили вони з слугами Соломоновими в Офір, і взяли звідти чотириста п'ятдесят талантів золота, і привезли до царя Соломона.» (2 Хр. 8:17)
Залежно від військово-політичної обстановки, окремі ділянки дороги спецій, як і будь-якого іншого торгового маршруту, могли зміщуватися в бік безпечніших районів. Так наприклад, за часів царя Ірода основним портом для торгівлі прянощами на цьому маршруті на березі Середземного моря була Кейсарія, а під час Хрестових походів, каравани з Петри, обходячи район конфлікту, йшли на південь, виходячи до Середземного моря в районі Ель-Ариша, але ніколи ця торгівля не переривалася. Мусульманське панування над маршрутом торгівлі спеціями змусило європейців шукати обхідні шляхи, що, в кінцевому підсумку, призвело до початку Доби великих географічних відкриттів.